# Especiales de Halloween de Los Simpson
Los especiales de Halloween de Los Simpson (en inglés Treehouse of Horror) son episodios de la serie de televisión de dibujos animados Los Simpson que se emiten en torno a la fecha de la festividad de Halloween. En España reciben el nombre de «La casa-árbol del terror» y en Hispanoamérica «La casita del horror». Cada uno de ellos consta de tres segmentos o historias cortas e independientes entre sí. Estos segmentos generalmente implican a la familia Simpson en alguna historia de terror, ciencia ficción o sobrenatural. Son consideradas fuera de canon, es decir, que siempre tienen lugar fuera de la continuidad normal de la serie y no tienen ninguna pretensión de ser realistas.
El primer episodio, «Treehouse of Horror», salió al aire el 25 de octubre de 1990 como parte de la segunda temporada y se inspiró en las historias de terror de EC Comics. Hasta 2023, hay 34 episodios especiales de Halloween, con uno emitido cada año. Los episodios son conocidos por ser mucho más violentos y oscuros que el resto de episodios de la serie.
Los episodios contienen varias marcas características, entre ellas los extraterrestres Kang y Kodos, «nombres de miedo» en los créditos finales para el equipo que realiza el episodio, una versión especial de la secuencia de apertura y parodias del cine de terror y ciencia ficción. El personal de la serie recuerda que los episodios especiales de Halloween son particularmente difíciles de producir y los guiones a menudo son realizados tras muchas reescrituras y los animadores normalmente suelen tener que realizar el diseño de nuevos personajes y fondos.
Muchos de estos episodios son muy populares entre los seguidores de la serie y los críticos y han inspirado en su conjunto el lanzamiento de productos promocionales de Los Simpson, incluidos muñecos, videojuegos, libros, DVD, cómics y una versión especial del juego Monopoly. Varios de los episodios han ganado premios de animación y edición de sonido. En 1996, «Treehouse of Horror VI» fue nominado para el Premio Primetime Emmy en el «Mejor programa animado de menos de una hora», pero no resultó ganador.

## Segmentos
Los episodios especiales de Halloween suelen constar de cuatro partes, una apertura y créditos finales con temas de Halloween, así como tres segmentos o historias cortas. Estos segmentos suelen tener un tema relacionado con el cine de terror, el de ciencia ficción o de fantasía y muy a menudo son parodias de películas, novelas, obras de teatro, televisión, episodios de la serie The Twilight Zone o viejos temas de la editorial EC Comics. A pesar de que a veces están conectados por un hilo conductor común, los tres segmentos rara vez tienen algún tipo de relación continua a lo largo del episodio. La excepción es Treehouse of Horror V, en la que el jardinero Willie es asesinado con un hacha de manera similar en los tres segmentos. Los segmentos son considerados como fuera de canon y siempre tienen lugar fuera de la normal continuidad de la serie.
Desde Treehouse of Horror hasta Treehouse of Horrors XIII, los tres segmentos fueron escritos por diferentes guionistas. En algunos casos hubo un cuarto guionista que escribió la apertura y el hilo conductor de los segmentos, como en Treehouse of Horror IV. Para Treehouse of Horror, incluso hubo tres directores para el episodio. Sin embargo, a partir del episodio Treehouse of Horror XIV de la temporada 15, solo un guionista se acreditó por haber escrito el episodio y la tendencia se ha mantenido desde entonces. En ocasiones, los episodios son utilizados para mostrar una animación especial, como el segmento de Treehouse of Horror VI "Homer³", que utiliza animación por computadora. En ese momento era innovador, ya que el uso de dicha animación era desconocida para un programa de televisión. El segmento fue una idea del productor ejecutivo Bill Oakley y fue dirigido por David Mirkin.

## Objetos promocionales

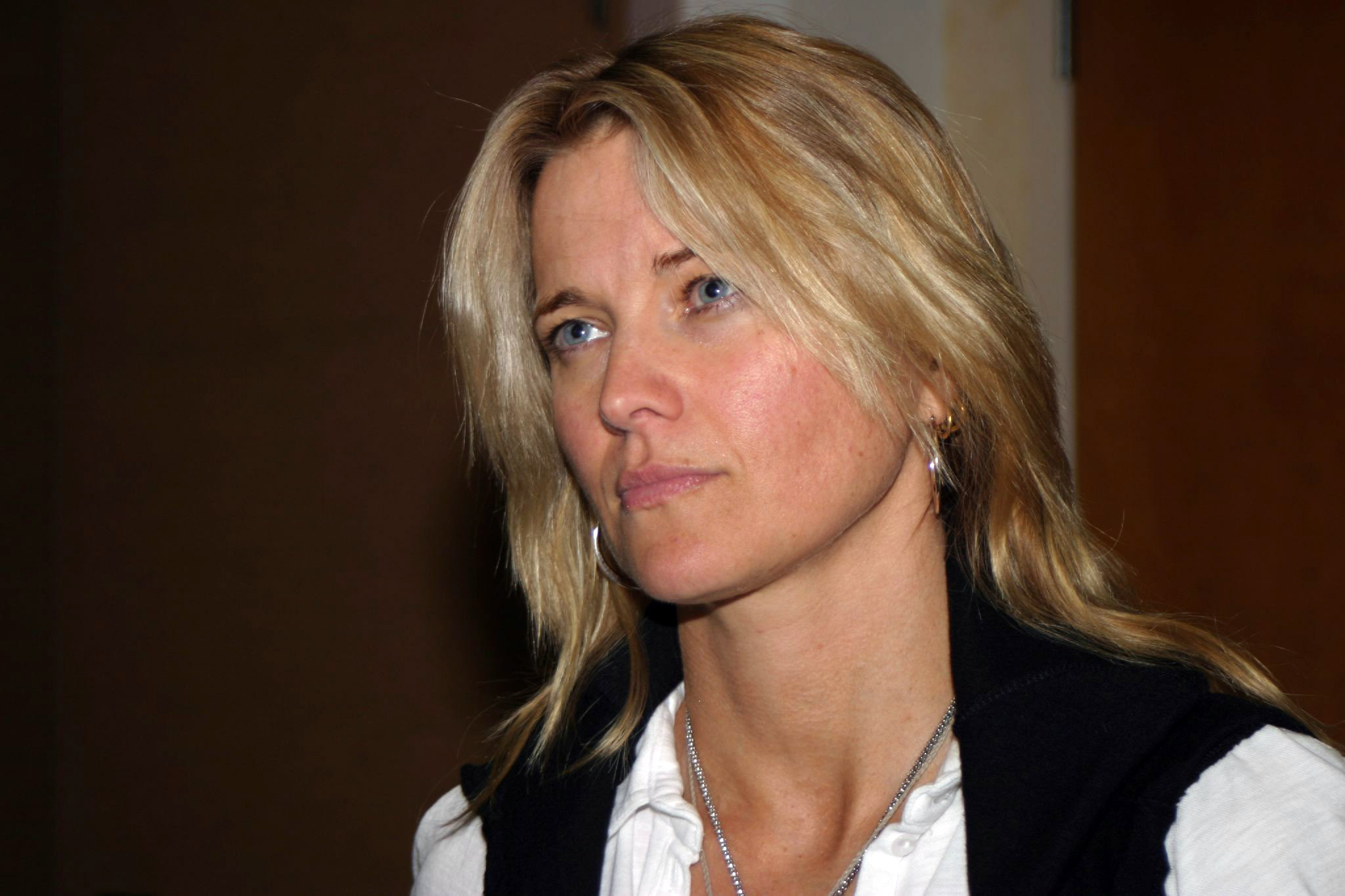
Entre los muñecos promocionales de los especiales de Halloween se incluye una muñeca de Lucy Lawless en su papel de Xena: la princesa guerrera.

## Características comunes

### Secuencia de apertura

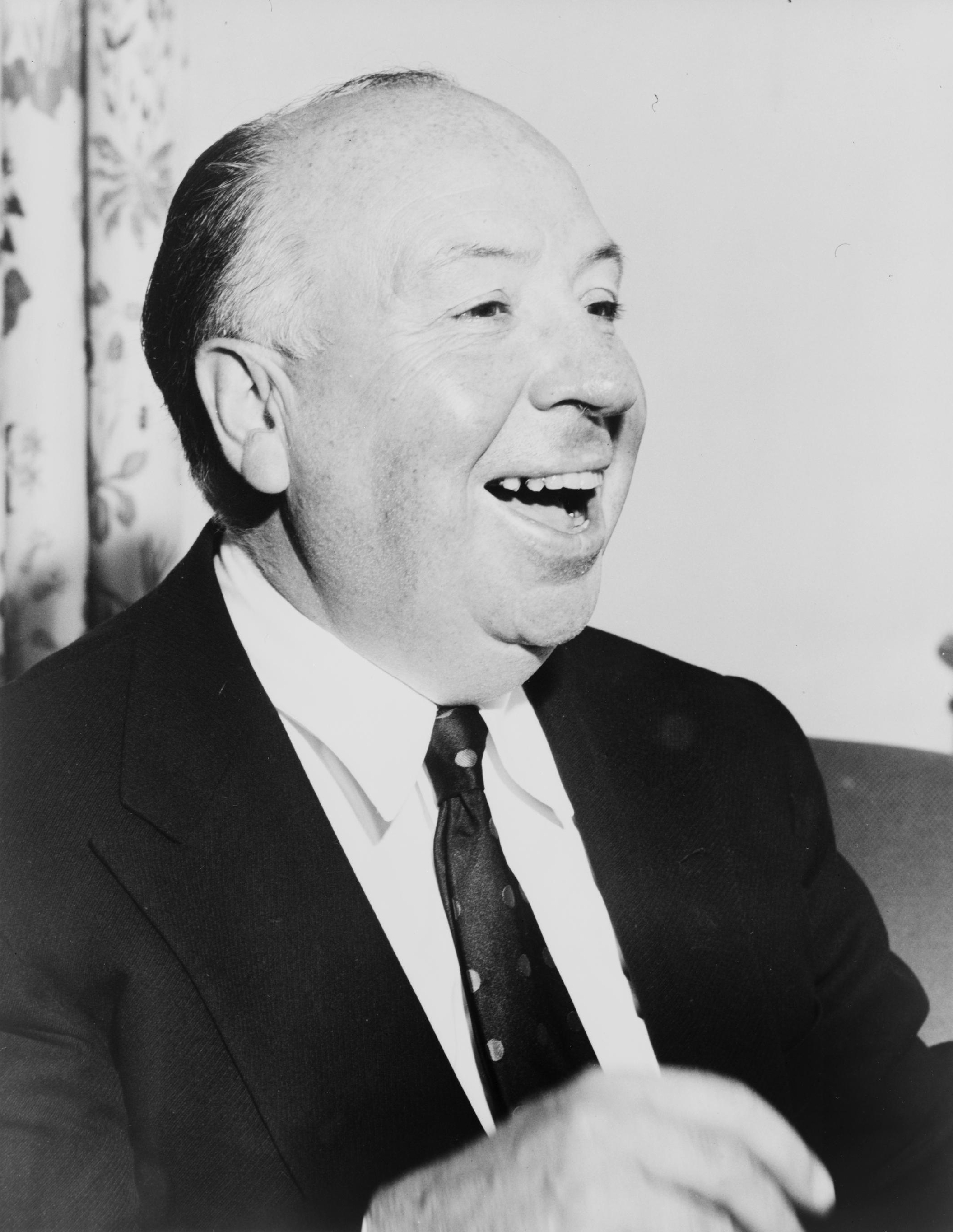
En la secuencia de apertura del episodio Treehouse of Horror III, Homer Simpson presenta el episodio de forma similar a la que empleaba Alfred Hitchcock en la serie de televisión Alfred Hitchcock presenta.

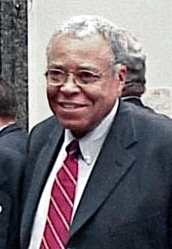
James Earl Jones actuó como estrella invitada en Treehouse of Horror y Treehouse of Horror V. Fue nombrado por IGN en séptima posición en la clasificación de las 25 mejores apariciones de estrellas invitadas de Los Simpson.

Cada episodio especial de Halloween abre con una secuencia especial de apertura. Los episodios Treehouse of Horror, Treehouse of Horror II y Treehouse of Horror V comienzan con Marge Simpson de pie alertando a los padres sobre el contenido del episodio, indicando que deben enviar a sus hijos a la cama. La advertencia en el primer episodio se puso como un sincero esfuerzo para advertir a los jóvenes televidentes, ya que los productores consideraron que era un tanto de miedo. Todo el segmento fue una parodia del comienzo de la película de 1931 Frankenstein. Las advertencias de Marge comenzaron a ser una carga para los guionistas en años posteriores y se suprimió en los episodios Treehouse of Horror III y Treehouse of Horror IV. La tradición se recuperó para Treehouse of Horror V y después de ese episodio desapareció definitivamente y los guionistas no hicieron ningún intento de recuperarla.
Otros episodios de Halloween comienzan con parodias, por ejemplo, en Treehouse of Horror III Homer Simpson presenta el episodio de forma similar a la que empleaba Alfred Hitchcock en la serie de televisión Alfred Hitchcock presenta y Treehouse of Horror V presentó una parodia de The Outer Limits. En los episodios sexto y séptimo se cortaron pequeños fragmentos sin diálogos porque el episodio y los segmentos eran demasiado largos. En ocasiones, la apertura puede ser de más de un minuto de duración y, a veces, es una introducción de un personaje de la serie, como Montgomery Burns en Treehouse of Horror XVII o incluir una dosis elevada de violencia, como Treehouse of Horror VIII, que muestra a un censor de FOX siendo brutalmente asesinado y Treehouse of Horror XIV en el que los miembros de la familia Simpson se matan unos a otros.
En las secuencias de apertura de los primeros cinco episodios, la cámara realiza un zum a través de un cementerio en el que pueden verse lápidas con mensajes humorísticos escritos en ellas. Estos mensajes incluyen los nombres de programas suprimidos de la temporada anterior, celebridades como Walt Disney o Jim Morrison y otros mensajes, como uno que decía "TV violence" ("violencia en TV"), que luego se llena de agujeros de bala. Se utilizó por última vez en Treehouse of Horror V, que incluía una sola lápida con las palabras "Amusing Tombstones" ("Lápidas divertidas"). Los gags de las lápidas fueron fáciles para los guionistas en el primer episodio, pero al igual que las advertencias de Marge, finalmente resultaron más difíciles de escribir, por lo que fueron abandonadas. Otra razón por la que fueron eliminadas fue porque varios de los programas de la lista de lápidas de programas suprimidos la temporada anterior fueron producidos por ex-guionistas de Los Simpson después de algunos años.
Si bien los primeros episodios de Halloween incluyeron una secuencia de apertura temática, más tarde solo incluyeron el título y el "creada por" y "desarrollado por" en los créditos. Cada episodio entre Treehouse of Horror II y Treehouse of Horror X presentaba un gag del sofá con un tema de Halloween, como por ejemplo incluir a la familia Simpson vestidos de esqueletos, de zombis y de los personajes de anteriores episodios de Halloween.

### Hilo conductor
Los cuatro primeros episodios especiales de Halloween tenían un hilo conductor que aparecía antes de cada segmento y que enlazaba vagamente las tres historias. El primer episodio fue el único que en realidad incluía una casa en árbol como entorno. En ese episodio, Bart y Lisa Simpson se sientan en ella a contarse historias unos a otros. Todos los segmentos de Treehouse of Horror II se presentan como las pesadillas de Lisa, Bart y Homer; Treehouse of Horror III son historias contadas por Lisa, Bart y el abuelo Simpson en una fiesta de Halloween y Treehouse of Horror IV es presentada por Bart en una parodia de la serie Galería Nocturna presentada por Rod Serling. El hilo conductor fue abandonado después de algunos años porque en última instancia la cantidad de tiempo para la emisión de un episodio se acortó y se redujeron a fin de que los segmentos pudieran ser más largos. Treehouse of Horror V no tuvo hilo conductor porque había sido cortado para dar más tiempo para los segmentos y después de este episodio los guionistas los suprimieron permanentemente.

### Kang y Kodos
Dos personajes que son casi exclusivos para los episodios especiales de Halloween son Kang y Kodos, que son un par de extraterrestres grandes y verdes cuya primera aparición fue en el segmento "Hungry are the Damned" de Treehouse of Horror. Desde entonces, Kang y Kodos han aparecido en cada episodio de Halloween, a veces como parte importante de una historia, pero a menudo solo mediante breves cameos, siendo su aparición más significativa hasta el momento en el segmento "Citizen Kang" de Treehouse of Horror VII. En algunos episodios solo aparecen en la secuencia de apertura, pero muy a menudo aparecen en medio de una historia diferente. Por ejemplo, en una historia sobre zombis atacando la ciudad de Springfield de repente se les muestra en el espacio, mirando los acontecimientos y riéndose ostensiblemente del sufrimiento de los terrícolas. Luego, la acción vuelve a la historia real. La norma no oficial es que deben aparecer en cada episodio de Halloween, aunque a menudo se olvidan y son añadidos en el último momento, llevando a que algunas de sus apariciones sean cortas. Su escena en Treehouse of Horror VIII casi impedía el corte final del episodio, pero David X. Cohen logró persuadir a los productores para que permitieran incluir la escena.

### Nombres de miedo

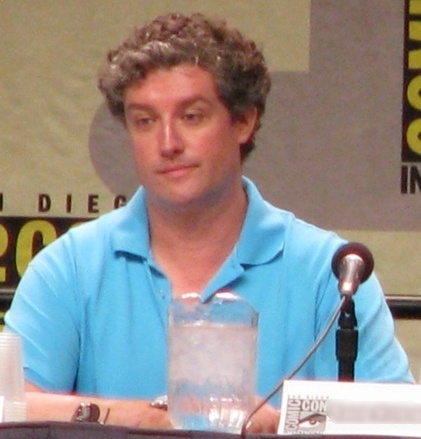
Al Jean, productor ejecutivo de la serie, tuvo la idea de usar los "nombres de miedo" en los especiales de Halloween.

Los "nombres de miedo" (scary names en inglés), es el nombre dado por el personal de producción de la serie para la versión especial de los créditos que se emiten solo durante los episodios especiales de Halloween. Comenzando con Treehouse of Horror II, los productores decidieron dar al reparto y personal de la serie "nombres de miedo" en los créditos de las secuencias de apertura y cierre. Sin embargo, en la lista de miembros del reparto, el nombre del actor de voz Harry Shearer no se ha cambiado nunca. Aunque los nombres se convirtieron rápidamente en más estúpidos que de miedo, ha habido una amplia variedad de créditos especiales, desde simples nombres como "Bat (Murciélago) Groening", en referencia al creador de la serie Matt Groening, a complejos como "David²+S.²=Cohen²", por David X. Cohen. Sam Simon, que abandonó la serie durante la cuarta temporada, desde entonces ha sido acreditado como "Sam "Sayonara" Simon". Pero regresó en Treehouse of Horror XXII y es acreditado simonsam@twitTERROR.
La idea de usar los "nombres de miedo" fue del productor ejecutivo Al Jean, que estuvo inspirado por algunas de las publicaciones de EC Comics que también empleaban "nombres de miedo" alternativos. El trabajo de crear nuevos "nombres de miedo" cada año pasó a ser una gran carga para los guionistas y por ello fueron eliminados en los episodios Treehouse of Horror XII (aunque en esta ocasión también influyeron los entonces recientes ataques del 11 de septiembre según el productor ejecutivo Ian Maxtone-Graham) y Treehouse of Horrors XIII, pero después de escuchar las quejas de los seguidores de la serie, Al Jean decidió volver a usarlos. La norma de Matt Groening para los "nombres de miedo" es que no deben ser más largos que el nombre de una persona real, aunque rara vez se sigue esta norma.

### Referencias culturales

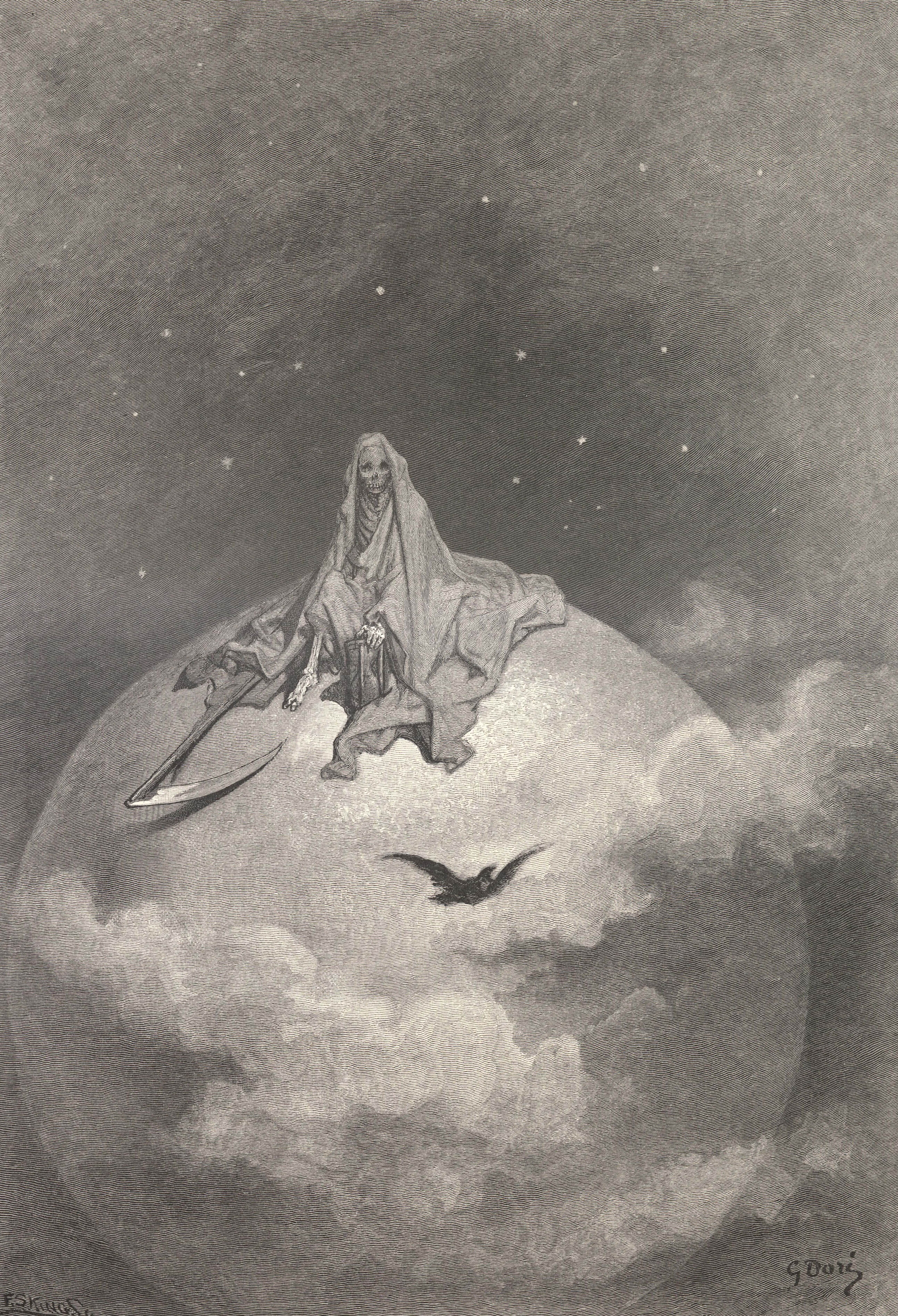
El poema de Edgar Allan Poe "El cuervo" inspiró el último segmento del episodio Treehouse of Horror. Ilustrado por Gustave Doré.

## Producción

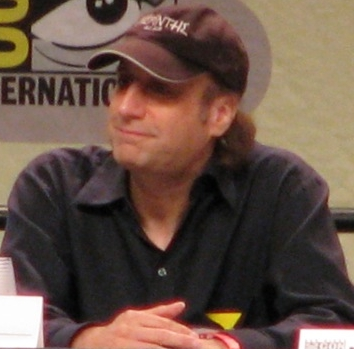
El productor ejecutivo David Mirkin cree que los episodios deben ser de miedo y no solo graciosos.